# Пархомчук Станіслав Максимович
Станіслав Максимович Пархомчук (30 листопада 1925, Човнова — 2 липня 1975, Київ) — український радянський історик, дослідник історії Румунії, міжнародних відносин, національно-визвольних рухів афро-азійських країн, доктор історичних наук (з 1965 року), професор (з 1971 року). Лауреат премії імені Д. З. Мануїльського АН УРСР (за 1975 рік).

## Біографія
Народився 30 листопада 1925 року в селі Човнова (тепер Володарсько-Волинського району Житомирської області). В роки німецько-радянської війни воював в складі партизанського загону імені Чапаєва, що діяв на Волині.
У 1949 році закінчив факультет міжнародних відносин Київського державного університету. У 1951—1953 роках був слухачем Вищої дипломатичної школи МЗС СРСР. Працював у Раді Міністрів УРСР, в Українському товаристві дружби і культурних зв'язків із закордоном, завідувачем сектора наукових зв'язків АН УРСР з зарубіжними організаціями.
В 1956 році захистив кандидатську дисертацію на тему «Роль Радянського Союзу у боротьбі румунського народу за звільнення від фашистського ярма і встановлення народно-демократичного ладу у Румунії (1941—1945 рр.)» (науковий керівник О. Ф. Єрмоленко).
У 1957–1963 роках — старший науковий співробітник відділу історії країн народної демократії, у 1963–1970 роках — старший науковий співробітник відділу нової та новітньої історії зарубіжних країн. У 1963–1965 роках — одночасно радник Європейського відділення ООН. У 1965 році захистив докторську дисертацію «Революційна боротьба румунських трудящих за розвиток країни по демократичному шляху, за мир і дружні відносини з СРСР».
У 1970–1975 роках — завідувач відділу історії країн зарубіжного Сходу Інституту історії АН УРСР. Наукову діяльність поєднував з викладацькою роботою у вузах Києва. Був заступником голови правління Українського відділення товариства радянсько-румунської дружби. Удостоєний п'яти урядових нагород.

Могила Станіслава Пархомчука

Помер в Києві 2 липня 1975 року. Похований на Байковому кладовищі.
Донька — Пархомчук Олена Станіславівна, Лауреат Державної премії в галузі науки і техніки, доктор політичних наук, професор Інституту міжнародних відносин Київського національного університету імені Тараса Шевченка

## Основні праці
- У боротьбі за ліквідацію колоніалізму: Зовнішньополітична боротьба Радянського Союзу за остаточну ліквідацію колоніалізму та участь у ній Української РСР. — К., 1974 (у співавторстві, премія імені Д. З. Мануїльського);
- Великий Жовтень і революційне піднесення в Румунії. — К., 1967;
- Народження нової Румунії. — К., 1961;
- Румунський народ у боротьбі за соціалізм. — К., 1959.